# Nils Alstrup Dahl
Nils Alstrup Dahl (* 25. Juni 1911 in Oslo; † 2. Juli 2001 ebenda) war ein norwegischer evangelischer Theologe, der sich insbesondere mit dem Neuen Testament befasste.

## Leben
Dahl studierte zwischen 1929 und 1934 Evangelische Theologie und befasste sich in seinen Studien und Forschungen insbesondere mit dem Neuen Testament und arbeitete insbesondere am Begriff der Ekklesiologie im Neuen Testament. 1941 schloss er sein Studium mit Das Volk Gottes : eine Untersuchung zum Kirchenbewusstsein des Urchristentums ab und schuf mit dieser Arbeit zugleich sein Hauptwerk, das 1963 in zweiter, unveränderter Auflage erschien.
1946 wurde er zum Professor für Evangelische Theologie an die Universität Oslo berufen. Daneben war er zwischen 1954 und 1957 Redakteur des Norske Kirkeblad und wurde 1965 zum Professor an die Yale University berufen.
Ein weiterer Schwerpunkt seiner Forschungen war der Brief des Paulus an die Epheser, zu dem er zwei Fachbücher mit den Titeln Kurze Auslegung des Epheserbriefes (1965) sowie Studies in Ephesians: Introduction Questions, Text- and Edition-Critical Issues, Interpretation of Texts and Themes (2000).
Zu seinen weiteren Veröffentlichungen gehören Studies in Paul: Theology for the Early Christian Mission (1977) und Jesus the Christ: The Historical Origins of Christological Doctrine (Proclamation Commentaries) (1991).